# 40 Эридана A b
40 Эридана A b или HD 26965 b  — экзопланета, вращающаяся вокруг оранжевого карлика 40 Эридана A, входящего в тройную систему 40 Эридана. Расположена на расстоянии 16,45 св. лет (5,04 пк) от Солнца в созвездии Эридана.
В 2017 году на конференции по экстремально точным измерениям лучевых скоростей в Пенсильвании Матиас Диас (Matías Díaz) из университета Чили указал на наличие у 40 Эридана А сигнала с периодом около 42,37 дня, который может быть вызван влиянием планеты массой 8,47 масс Земли с большой полуосью орбиты 0,21 а.е. Не исключено, что периодические колебания связаны со звёздной активностью оранжевого карлика, период вращения которого вокруг оси оценивается в 38 суток, что достаточно близко к наблюдаемому периоду колебаний.
По расчётам учёных из Флоридского университета суперземля  массой 8,47 ± 0,47 массы Земли находится ближе к материнской звезде, чем зона обитаемости. Планета имеет температурный режим Меркурия, получая в 9 раз больше звёздного потока, чем Земля.
Диск звезды 40 Эридана A на небе планеты 40 Эридана А b примерно втрое больше, чем диск Солнца на небе Земли. Белый карлик 40 Эридана В и красный карлик 40 Эридана С на небе суперземли 40 Эридана А b видны как две очень яркие звезды: белая (-7,6m) и красная (-6m).
Планета обращается вокруг материнской звезды за 42,38 ± 0,01 дня, эксцентриситет орбиты — 0,04 +0,05/−0,03.